# Musa Shannon
Musa Shannon (Syracuse, 1º agosto 1975) è un ex calciatore liberiano, di ruolo attaccante.

## Biografia
Nato negli Stati Uniti d'America da genitori liberiani che frequentavano la Syracuse University, crebbe a Monrovia, prima di far ritorno nel continente americano nel 1990 a seguito dello scoppio della Prima guerra civile in Liberia.

### Club
Il 2 febbraio 1997 il Tampa Bay Mutiny selezionò Shannon durante il terzo round del MLS College Draft 1997. Il 10 agosto 1997 fu prestato al Carolina Dynamo, con cui disputò un incontro di A-League entrando a 5 minuti dalla fine e segnato la rete della vittoria. Nel 2000 fu ceduto ai portoghesi del Marítimo, salvo poi ritornare nuovamente in Major League Soccer nel 2002, passando al Colorado Rapids. Il 15 aprile 2003 si trasferì al Vancouver Whitecaps FC, in A-League. Ha infine disputato gli ultimi 2 anni da professionista giocando in Cina.
Dopo il ritiro, è tornato brevemente negli Stati Uniti per giocare a livello amatoriale con il Barnstonworth Rovers nella Cosmopolitan Soccer League.

### Nazionale
Tra il 2000 e il 2001 ha rappresentato la Nazionale di calcio della Liberia, mettendo a segno 1 gol in 12 presenze.

### Post-carriera
Nel 2008 fu nominato presidente della squadra di calcio del FCAK-Liberia.
Nel 2010 fu eletto vicepresidente della Liberia Football Association.